# ハーバー研究所
株式会社ハーバー研究所（英: HABA Laboratories, Inc.）は、東京都千代田区に本社を置く化粧品・栄養補助食品のメーカーである。

## 沿革
- 1983年（昭和58年）5月 - ハーバー株式会社を設立。
- 1987年（昭和62年）2月 - 商号を株式会社ハーバー研究所に変更。
- 1992年（平成4年）3月 -  ハーバー株式会社(昭和62年6月設立)を100％子会社化。
- 1998年（平成10年）8月 - 札幌市中央区の札幌そごうに初の「ショップハーバー」を出店し、全国有名百貨店での店頭販売を開始。
- 2000年（平成12年）1月 - 株式会社九州ハーバーから営業の全部を譲受け(株式会社九州ハーバーは清算)。
- 2003年（平成15年）6月 - ジャスダック市場に株式上場。
- 2011年（平成23年）
  - 5月 - 東京都千代田区神田に本社ビル建設。
  - 6月 - 株式会社HプラスBライフサイエンス子会社化
- 2013年（平成25年）5月 - 株式会社ハーバー研究所 創業30周年。
- 2014年（平成26年）3月 - 完全子会社である株式会社ビューティジーンを吸収合併。
- 2015年（平成27年）3月 - 完全子会社であるハーバー株式会社が完全孫会社である株式会社ノースジェニシスを吸収合併。
- 2019年（平成31年）2月 - 創業者の小柳昌之逝去。

## 展開商品
- スキンケア（化粧品）
- 栄養補助食品（サプリメント）

## 関連企業

### 販売子会社
- 株式会社銀座ハーバー
- ハーバー北海道
- 東北ハーバー
- 四国ハーバー
- ハーバー沖縄
- 株式会社中部ハーバー
- 株式会社京都ハーバー
- 株式会社関西ハーバー
- 株式会社中国ハーバー
- 九州ハーバー
- HABA LABS USA INC.

### 製造販売子会社
- ハーバー株式会社
- 信州製薬株式会社
- 株式会社ネイチャービューティラボ
- 株式会社ビューティジーン
- 男の美学株式会社
- 製造販売物流子会社
- ハーバーコスメティクス株式会社
- 株式会社H+Bライフサイエンス

## 提供番組
- 1×8いこうよ!（札幌テレビ放送）
- 洋二と明石の無口な二人（STVラジオ／2021年9月の番組終了まで木曜日のみ）